# Акустика (альбом «Мастера»)
«Аку́стика» — альбом-компиляция российской хеви-метал группы «Мастер», который вышел на лейбле CD-Maximum в декабре 2005 года.

## Об альбоме
Девять знаменитых, хитов группы «Мастер» в акустической версии, а также две новые композиции, созданные специально для данного альбома. Хорошо знакомые песни в обрамлении мощной ритм-секции и прозрачных акустических гитар обрели новое звучание и получили вторую жизнь.

## Список композиций
| №   | Название            | Текст песни       | Музыка                   | Длительность |
| --- | ------------------- | ----------------- | ------------------------ | ------------ |
| 1.  | «Плач свирели»      | Алексей Страйк    | Страйк                   | 3:54         |
| 2.  | «Тореро»            | Маргарита Пушкина | Алик Грановский          | 5:03         |
| 3.  | «Високосный век»    | Нина Кокорева     | Леонид Фомин, Грановский | 5:28         |
| 4.  | «33 жизни»          | Пушкина           | Грановский               | 3:40         |
| 5.  | «Палачи»            | Кокорева          | Андрей Большаков         | 4:10         |
| 6.  | «Heavy Ламбада»     | Пушкина           | Грановский               | 4:46         |
| 7.  | «Пепел на ветру»    | Пушкина           | Грановский               | 4:16         |
| 8.  | «Игра»              | Страйк            | Страйк                   | 4:02         |
| 9.  | «Кресты»            | Пушкина           | Грановский               | 6:25         |
| 10. | «Здесь куют металл» | Александр Елин    | Алик Грановский          | 4:54         |
| 11. | «Ветер»             | Алексей Кравченко | Кравченко                | 1:57         |

## Участники записи
- Алексей Lexx Кравченко - вокал, акустическая гитара.
- Алексей Страйк - акустическая гитара.
- Алик Грановский - акустическая бас-гитара.
- Александр Карпухин - ударные, перкуссия.